# Ruffré-Mendola
Ruffré-Mendola és un municipi italià, dins de la província de Trento. L'any 2007 tenia 432 habitants. Limita amb els municipis de Kaltern an der Weinstraße (BZ), Cavareno i Sarnonico.

## Administració
| Període | Identitat    | Partit        |
| ------- | ------------ | ------------- |
| 2005-   | Gianni Seppi | Llista cívica |